# Mando de Canarias

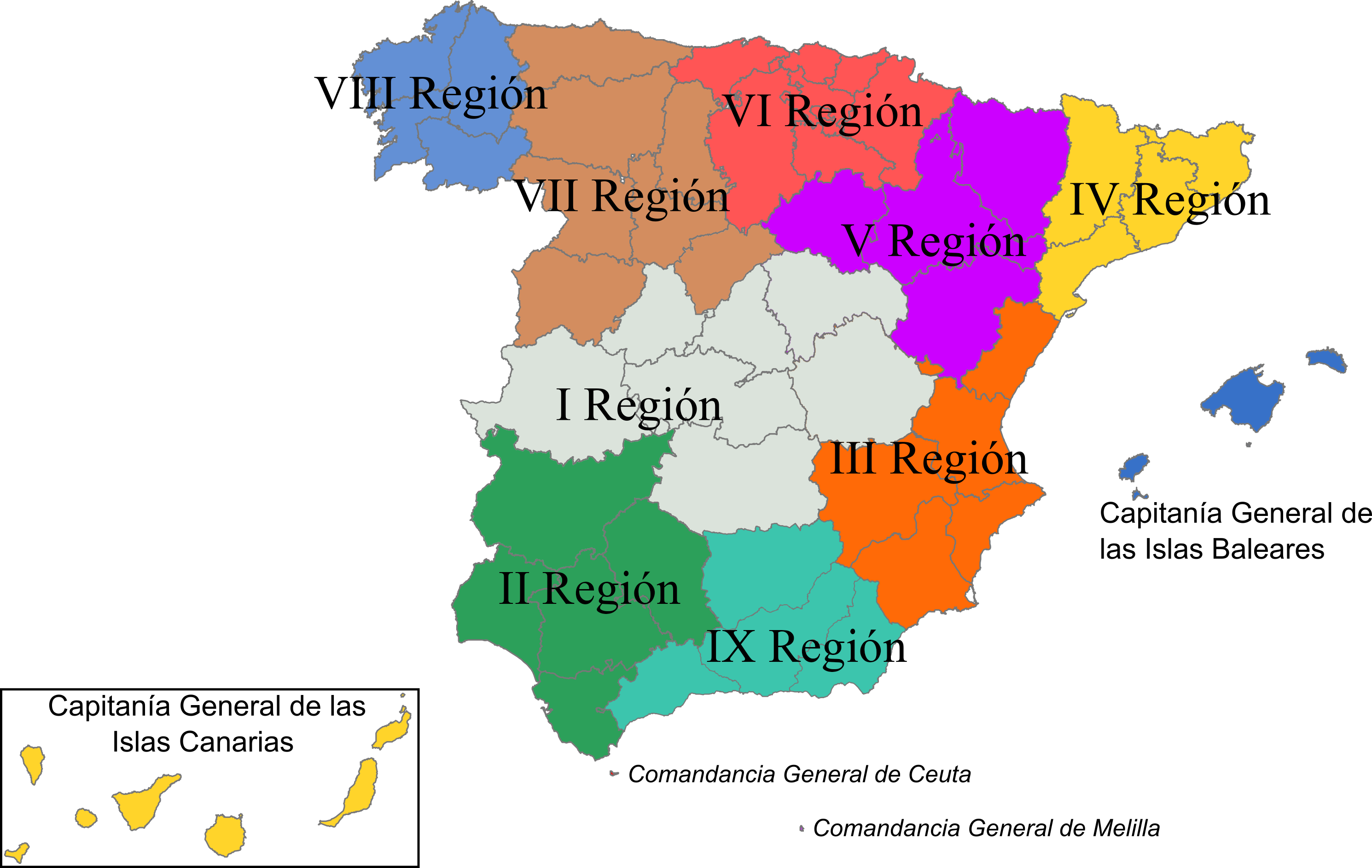
Organización militar de España entre 1960 y 1984.

El Mando de Canarias (MCANA) es uno de los órganos que integran la Fuerza del Ejército de Tierra de España. Tiene su sede en la ciudad de Santa Cruz de Tenerife y su objetivo es establecer, de forma rápida y eficaz, estructuras operativas terrestres para ejecutar de operaciones militares con las unidades acuarteladas en las Islas Canarias.  Hasta su creación en virtud de la reorganización del ejército de 2006 , fue la Capitanía General de Canarias, también Comandancia General de Canarias durante ciertos periodos, una subdivisión histórica del territorio español hecha a efectos militares, nombrándose así también a la unidad militar encargada de la defensa de las islas. Existió como tal desde su institución por Felipe II de España en 1589.
De acuerdo con lo establecido en la Orden de Defensa 708 del 27 de julio de 2020, el 1 de septiembre de 2020 arrancaba el nuevo Mando de Canarias del Ejército de Tierra asumiendo, las Comandancias Generales de Baleares, Ceuta y Melilla, consolidando de esta manera la estructura Operativa de Mandos Permanentes de las Fuerzas Armadas, al integrar de forma orgánica los Mandos Operativos de Baleares, Ceuta y Melilla.

## Historia
A mediados del siglo XVI la defensa de las islas de realengo estaba a cargo de sus respectivos gobernadores, y la de las islas de señorío, de los señores jurisdiccionales, cada uno de los cuales contaba con sus propias milicias locales.
Las incursiones de piratas berberiscos y corsarios franceses que rondaban las islas al acecho de los navíos comerciales, aventurándose a atacar también las villas costeras, llevaron a Felipe II a disponer en 1573 que los gobernadores letrados fueran sustituidos por gobernadores militares. El inicio de la guerra contra los ingleses en 1585 motivó que éstos vinieran a sumarse a los anteriores atacantes.
En 1589 Felipe II reformó la organización de la defensa de Canarias instituyendo la capitanía general, a cuyo titular se le confirió también la presidencia de la Real Audiencia. Así, el capitán general era la máxima autoridad militar, civil, gubernativa y judicial de las islas, equivalente al que en otros reinos de España se titulaba virrey.

La principal causa que me ha movido a instituir y establecer el cargo que lleváis, ha sido la defensa y seguridad de las islas, por ser de la importancia que son.
Felipe II a Luis de la Cueva.

La acumulación de poder en la sola persona del capitán general dio lugar a que, durante los primeros dos siglos de existencia del cargo, la institución no estuviera bien considerada entre las autoridades locales ni entre la población: fueron frecuentes sus conflictos con los cabildos, ayuntamientos y oidores de la audiencia, contra quienes se dictaron prisiones arbitrarias, los abusos de poder («gimió el país bajo el más duro despotismo»), los excesos de la tropa llegada de la península, las levas entre la población, la imposición de nuevos impuestos, las cuestiones de protocolo, la parcialidad en las relaciones comerciales, el favoritismo entre islas y las reclamaciones canarias a la corte para que aboliese el cargo, que a menudo se vieron obstaculizadas.

A la verdad, nada era más terrible para las islas, aunque amenazadas de invasiones, que estos defensores ilustres, que el zelo y gratitud de aquel Caballero les agenciaba.
Viera y Clavijo.

El primer capitán general fue Luis de la Cueva y Benavides, que llegó a Canarias con 600 soldados. Cuatro años después Jabán Arráez atacó Fuerteventura al frente de una flotilla de piratas berberiscos, arrasando la capital y derrotando a las tropas llegadas desde Gran Canaria; esta derrota y el malestar que entre la población generaba el tener que cargar con la manutención de los soldados llevó a Felipe II a suspender la capitanía general y devolver la defensa de las islas a su antiguo estado.
En 1625 Felipe IV envió a Francisco de Andía Irarrazábal y Zárate en calidad de veedor y reformador para que estudiase la manera de optimizar la defensa de las islas; de las gestiones de este resultó la rehabilitación de la capitanía general, que en 1629 volvió a tener al frente un titular. En ausencia o carencia del capitán general, su puesto lo ocupaban provisionalmente los corregidores, que también fueron capitanes a guerra hasta 1767; este año se instituyó la figura del segundo comandante e inspector general, sobre quien debería recaer el mando en ausencia del capitán general.
La división de España en Capitanías Generales data de 1705, cuando se ajustaron a los antiguos reinos que constituían la Monarquía Hispánica. Se trataba de trece regiones: Andalucía, Aragón, Burgos, Canarias, Capitanía General de  Castilla la Vieja, Cataluña, Extremadura, Galicia, Costa de Granada, Guipúzcoa, Comandancia Militar de Baleares de Mallorca, Capitanía General de Navarra y Capitanía General de Valencia. 
En 1714 se crea la Capitanía General de Castilla la Nueva a partir de la Comisaría General de la Gente de Guerra de Madrid.
En 1898 se volvió a dividir el territorio peninsular en siete nuevas Regiones Militares, a la vez que se constituyeron las Comandancias Generales de Baleares, Canarias, Comandancia General de Ceuta y Melilla.
Por el Real Decreto 912/2002 se mantuvo su estructura de mando, aunque cambió su denominación a la de Mando de Canarias.

Escudo de la Capitanía General de Canarias (1979-1984)
Escudo de la Zona Militar de Canarias (1984-2002)

## Denominación
La denominación de capitán general fue modificada varias veces a lo largo de la historia: en 1723 Lorenzo de Villavicencio fue nombrado comandante general de las islas, título que detentarían sus sucesores hasta 1840, en que se recuperó la denominación anterior; entre 1931 y 1939 volvió a llamarse comandante general; entre 1989 y 2006 recibió el nombre de general jefe de la Zona Militar de Canarias. Desde el año 2006 la denominación es General Jefe del Mando de Canarias.

## Ubicación de la capitanía

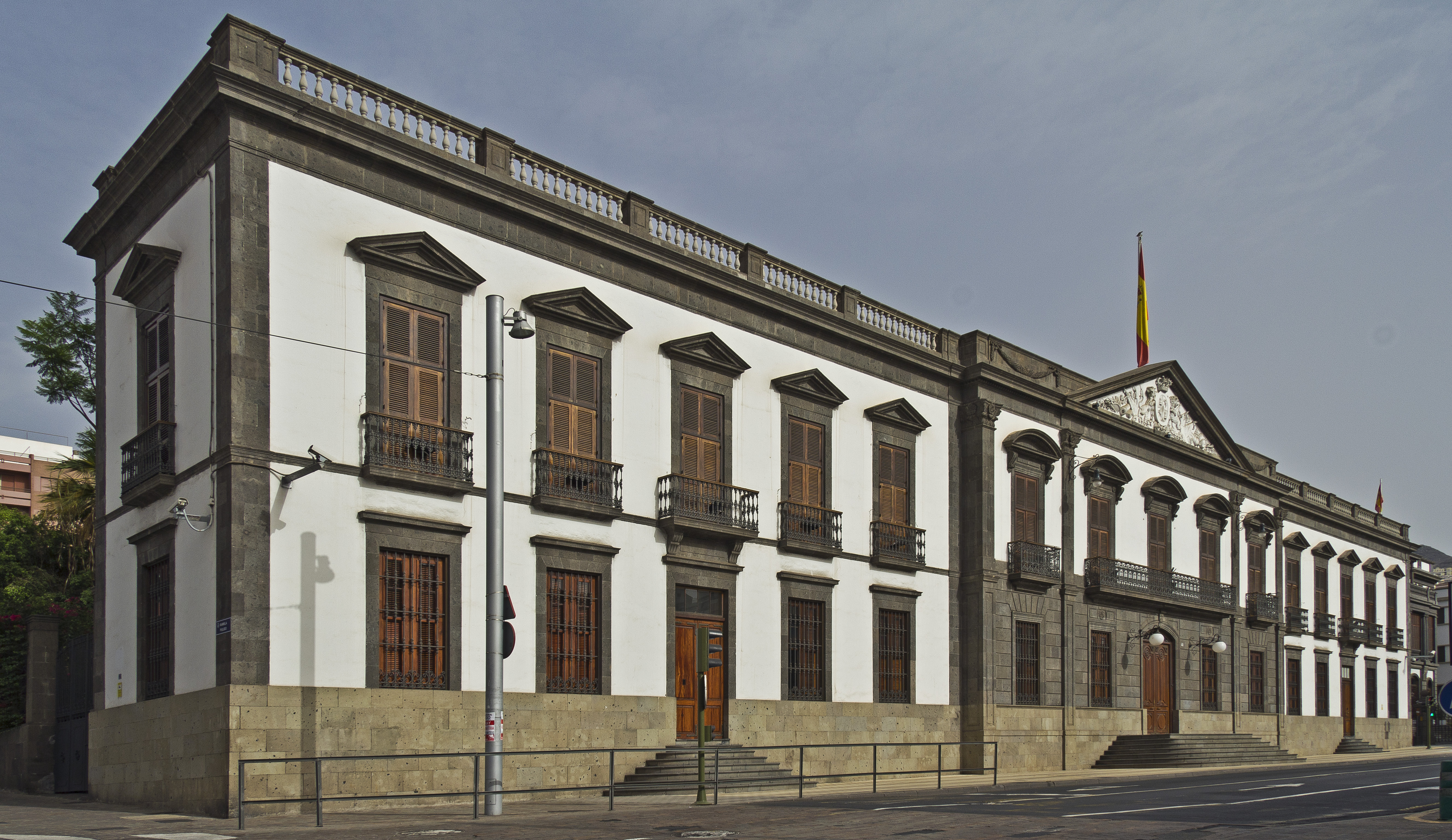
Palacio de la Capitanía General de Canarias en Santa Cruz de Tenerife.

En 1656 el general Alonso Dávila y Guzmán se trasladó a Tenerife, aunque el primero en recibir autorización para elegir su residencia donde considerase más conveniente fue Jerónimo de Benavente en 1661, que se estableció en la que después sería conocida como la Casa de los Capitanes de San Cristóbal de La Laguna, construida por Diego Alvarado Bracamonte (a quien habitualmente se menciona como capitán general, aunque en realidad fue sólo corregidor y capitán a guerra de Tenerife).
En 1723 Lorenzo de Villavicencio, tras ser recibido por las autoridades locales en el castillo de San Cristóbal, como era costumbre con todos los generales recién llegados, decidió quedarse en él, a pesar de las quejas del castellano, que no consiguió echarle hasta 1734. A partir de entonces la capitanía permanecería en Santa Cruz de Tenerife y en consecuencia la localidad, que por aquel entonces era sólo un pequeño núcleo cercano al puerto y perteneciente al ayuntamiento de La Laguna, comenzó su desarrollo económico y urbanístico.
En 1740 José Emparán fijó su residencia en el número 13 de la calle de la Marina; en 1791 Antonio Gutiérrez se instaló en la calle San José esquina a San Francisco; en 1808 Carlos O'Donnell lo hizo en la Casa Foronda, actual plaza de la Pila; los siguientes volvieron a la calle de la Marina.
En 1852 se autorizó la construcción de un nuevo edificio que sirviera como sede de la capitanía en la plaza del Príncipe en Santa Cruz de Tenerife, pero tras la realización del proyecto este recibió la negativa de la superioridad militar, por lo que al año siguiente se trasladó al Palacio de Carta, en la plaza de la Candelaria. La ubicación definitiva de la sede se fijó en 1881, cuando Valeriano Weyler se estableció en el Palacio de Capitanía de la plaza Weyler, cuyas obras había ordenado iniciar él mismo dos años antes sobre un proyecto del ingeniero militar Tomás Clavijo y Castillo-Olivares.

## Fuerzas

Guion del Mando de Canarias.

- Agrupación de Apoyo Logístico n.º 81,desplegada en la Comunidad Autónoma de Canarias, repartida en varios Acuartelamientos

En la provincia de Santa Cruz de Tenerife
- Batallón de Helicópteros de Maniobra VI, ubicado en el Acuartelamiento Los Rodeos junto al Aeropuerto de Tenerife Norte a las afueras de San Cristóbal de La Laguna.
- Brigada "Canarias" XVI.
  -  Regimiento de Infantería "Tenerife" n.º. 49 en el Acuertalamiento Hoya Fría, en el límite suroeste de la ciudad de Santa Cruz de Tenerife.
  -  Regimiento de Artillería de Campaña n.º 93, en el Acuartelamiento Los Rodeos  junto al Aeropuerto de Tenerife Norte a las afueras de San Cristóbal de La Laguna.

En la provincia de Las Palmas
- Regimiento de Artillería Antiaérea 94, en la ciudad de Las Palmas de Gran Canaria, en el barrio de La Isleta, dentro de la Base General Alemán Ramírez.
- Cuartel General de la Brigada de Infantería "Canarias" XVI en la Base General Alemán Ramírez.
  -  Regimiento de Infantería «Soria» n.º 9 en acuartelamiento Puerto del Rosario en la ciudad de Puerto del Rosario, Fuerteventura.
  -  Batallón de Zapadores XVI, se ubica en la Base General Alemán Ramírez.
  -  Regimiento de Infantería "Canarias" n.º. 50 en la Base General Alemán Ramírez.
  -  Compañía de Transmisiones 16, se ubica en la Base General Alemán Ramírez.
  -  Batallón del Cuartel General de la Brigada, se ubica en la Base General Alemán Ramírez.
  -  Grupo Logístico XVI en la Base General Alemán Ramírez.
- Unidad de Apoyo a la Proyección ''Marques de Herrera'' se encuentra situada en la isla de Lanzarote. Su acuartelamiento es el Acuartelamiento Marqués de Herrera, situado en la ciudad de Arrecife.
- Grupo de Caballería Ligero Acorazado «Milán» XVI en la Base General Almirante en Marines provincia de Valencia, hasta su traslado a Canarias.